# Rachida Lamrabet
Rachida Lamrabet (Sidiboujedain, 1970) is een Belgisch schrijfster en juriste van Marokkaanse origine.

## Levensloop
Lamrabet immigreerde met haar ouders naar België in 1972. Haar werk is sterk geïnspireerd door de thema's migratie en identiteit. Lamrabet was daarnaast ook juriste voor Unia (Interfederaal Gelijkekansencentrum).
In 2006 won ze de Kif Kif literatuurprijs "Kleur de kunst!" met het verhaal Mercedes 207. Het werd opgenomen in Kif Kif. Nieuwe stemmen uit Vlaanderen, een bundel verhalen van Nederlandse, Vlaamse, autochtone en allochtone jonge schrijvers waaronder ook Malika Chaara.
In 2007 debuteerde Lamrabet met Vrouwland, een verhaal over jonge mensen die dromen van een beter leven. Vrouwland won in 2008 de Debuutprijs van Boek.be met medewerking van de Provincie Antwerpen. Ze won de BNG Nieuwe Literatuurprijs 2008 voor Een kind van God.
In 2020 kreeg Lamrabet de tweejaarlijkse Cultuurprijs van de KU Leuven en een erepenning van de Groep Humane Wetenschappen van deze universiteit.
Lamrabet was in 2020 een van de oprichters van schrijverscollectief Fixdit.

## Kritiek
In 2017 bracht ze in het kader van een theaterproject van de KVS in samenwerking met het Goethe-Institut te Washington D.C. de kortfilm Deburkanisation uit in het kader van het trans-Atlantisch theaterproject Plurality of Privacy Project in Five-Minute Plays (P3M5) waarin ze het boerkaverbod in vraag stelt.
Ook Johan Leman, ex-directeur van het Centrum voor gelijkheid van kansen en voor racismebestrijding (CGKR), gaf kritiek op haar uitspraken in verband met de boerka nadat hij reeds eerder verklaarde dat tijdens zijn periode het ondertekenen van petities zoals door Lamrabet niet mogelijk zou zijn, zelfs in eigen naam. Hij werd daarin bijgetreden door Yasmine Kherbache.
In april 2017 besloot de Unia-directie, na een gesprek waarbij andere elementen naar boven kwamen die leidden tot een vertrouwensbreuk, om de arbeidsovereenkomst met haar te verbreken.
Op dit ontslag werd zowel uit de academische, culturele en literaire wereld verontwaardigd gereageerd door onder andere Rik Van Cauwelaert, Michael De Cock, Thomas Decreus, Joachim Ben Yakoub; Jeroen Olyslaegers, Ico Maly, Bleri Lleshi, Lieven De Cauter en Jan Blommaert en er werd onder meer de vergelijking gemaakt met de (politieke) ontslagen uit  de jaren zeventig en tachtig waarbij verschillende overheidsmedewerkers hun job verloren zoals BRT-journalist Daniël Buyle, ABOS-man Robert Druyts, Paul van Buitenen bij de Europese Unie en Willy Vermeulen bij het Hoog Comité van Toezicht.
Haar onafhankelijk karakter bleek toen zij op 7 september 2018 een van de tientallen artiesten uit allerlei landen was die haar handtekening zette onder een open brief in The Guardian (Britse krant) gericht aan de organisatoren van het Eurovisiesongfestival dat in 2019 in Israël gehouden moet gaan worden, de winnaar van 2018.In de brief vraagt men dringend het songfestival in een ander land te houden waar de rechten van de mens beter geëerbiedigd worden: Zolang de Palestijnen geen vrijheid, gerechtigheid en gelijke rechten genieten, kan er geen sprake zijn van "business as usual" met een staat die hen hun basisrechten onthoudt.